# Ralph Vaughan Williams

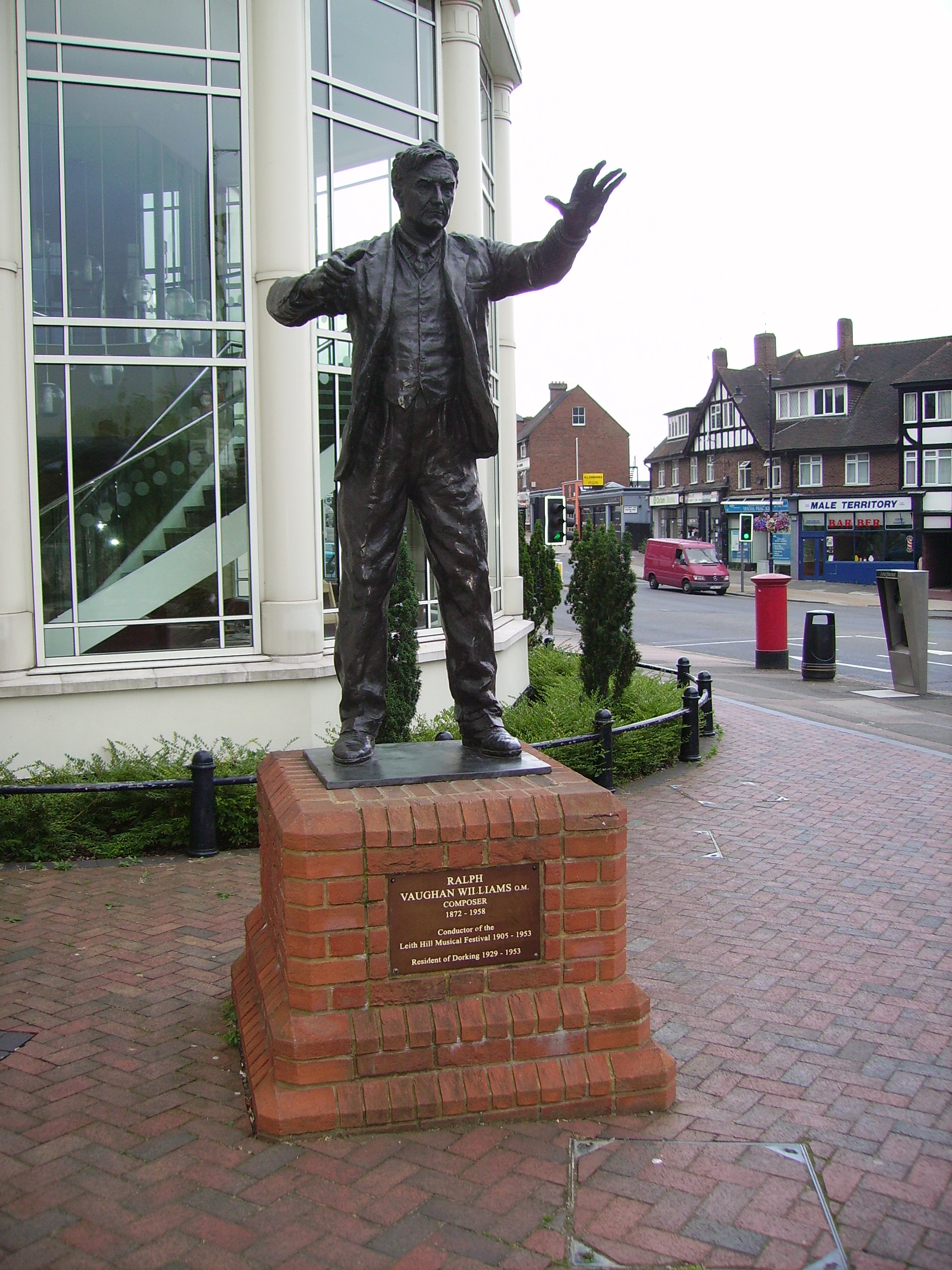
Estátua de Ralph Vaughan Williams em Dorking, na Inglaterra.

Ralph Vaughan Williams, OM (Down Ampney - Gloucestershire, 12 de outubro de 1872 — 26 de agosto de 1958) ou somente Vaughan Williams, como é conhecido popularmente, foi um compositor inglês, influenciador, de sinfonias, música de câmara, ópera, música coral e trilhas para filmes. Ele foi também um importante colecionador de música folk e canção.

## Composições

### Óperas
- Hugh the Drover ou Love in the Stocks (1910-20)
- Sir John in Love (1924-28), da qual composição surge o arranjo de Ralph Greaves da Fantasia em Greensleeves
- The Poisoned Kiss (1927-29; revisões 1936-37 e 1956-57)
- Riders to the Sea (1925-32), da peça de John Millington Synge
- The Pilgrim's Progress (1909-51), baseado na alegoria de John Bunyan

### Balés
- Old King Cole (1923)
- Job, a masque for dancing (1930)

### Orquestrados
- Sinfonias
  - Sinfonia: A Sea (Sinfonia N.º 1), uma sinfonia coral com texto de Whitman (1903-1909)
  - Sinfonia London (Sinfonia N.º 2) (1913)
  - Sinfonia Pastoral (Sinfonia N.º 3) (1921)
  - Sinfonia No. 4 em Fa minor (1931-34)
  - Sinfonia No. 5 em Re (1938-43)
  - Sinfonia No. 6 em Mi menor (1946-47)
  - Sinfonia Antartica (Sinfonia N.º 7) (1949-52) (parcialmente baseada na sua trilha para o filme "Scott of the Antarctic)"
  - Sinfonia N.º 8 em Re menor (1953-55)
  - Sinfonia N.º 9 em Mi menor (1956-57)
- In the Fen Country, para orquestra (1904)
- Norfolk Rhapsody No. 1 (1906, rev. 1914)
- The Wasps, uma suite Aristofanesca (1909)
- Fantasia em um Tema de Thomas Tallis (1910, rev. 1913 e 1919)
- Fantasia em "Greensleeves" (1934)
- Five Variants of Dives and Lazarus (1939)
- Concerto Grosso, para três partes de cordas com níveis de técnicas diferentes (1950)

### Concertos
- Piano
  - Concerto para Piano, em Do (1926-31)
  - Concerto para dois Pianos e Orquestra (c. 1946; uma revisão do Concerto para Piano em Do)
- Violino
  - The Lark Ascending para violino e orquestra (1914)
  - Concerto Accademico para violino e orquestra (1924-25)
- Viola
  - Flos Campi para viola, coro sem texto e pequena orquestra (1925)
  - Suite para Viola e Pequena Orquestra (1936-38)
- Concerto para Oboé em Lá menor, para oboe e cordas (1944)
- Fantasia (quasi variazione) na antiga canção do Salmo 104 para piano, coro, e orquestra (1949)
- Romance em Re bemol para gaita e orquestra (1951) (escrito para Larry Adler)
- Concerto para Tuba em Fa menor (1954)

### Coral
- Toward the Unknown Region, canção para coro e orquestra, arranjo de Walt Whitman (1906)
- Five Mystical Songs para barítono, coro e orquestra, arranjos de George Herbert (1911)
- Fantasia on Christmas Carols para barítono, coro, e orquestra (1912; arranjado para orquestra reduzida de órgão, cordas e percussão)
- Missa em Sol menor para Coro A Capella (1922)
- Sancta Civitas (A Cidade Santa) Oratório, texto extraído do livro de Apocalipse  (1923-25)
- Te Deum em Sol (1928)
- Benedicite para soprano, coro, e orquestra (1929)
- In Windsor Forest, adaptado da ópera Sir John in Love (1929)
- Three Choral Hymns (Três Hinos Corais) (1929)
- Magnificat para contralto, coro feminino, e orquestra (1932)
- Five Tudor Portraits para contralto, barítono, coro, e orquestra (1935)
- Dona nobis pacem, texto de Walt Whitman e outras fontes (1936)
- Festival Te Deum para coro de orquestra ou órgão (1937)
- Serenade to Music para 16 vozes solo e orquestra, um arranjo de Shakespeare (1938)
- A Song for Thanksgiving (originalmente chamada: Thanksgiving for Victory) para narrador, soprano solista, coro infantil, coro mixto, e orquestra (1944)
- An Oxford Elegy para narrador, coro mixto e pequena orquestra (1949)
- Three Shakespeare Songs para 4 vozes  (SATB)  A Capella e composta para a "British Federation of Music Festivals National Competitive Festival" (1951)
- Hodie, a Christmas oratorio (Oratório de Natal) (1954)
- Folk songs of the Four Seasons para coro (SSA) A Capella.
- Epithalamion para barítono solo, coro, flauta, piano, e cordas (1957)
- Inúmeros hinos, dos quais alguns foram publicados no Hinário Inglês (English Hymnal) de 1906, para qual Vaughan Williams foi o editor musical, colaborando com Percy Dearmer.

### Vocal
Títulos das canções ((em inglês))
- "Linden Lea", canção (1901)
- The House of Life (1904)
- Songs of Travel (1904)
- "The Sky Above The Roof" (1908)
- On Wenlock Edge, Canção cíclica par tenor, piano e quarteto de cordas (1909)
- Along the Field, para tenor e violino
- Three Poems by Walt Whitman para barítono e piano (1920)
- Four Poems by Fredegond Shove: para barítono e piano (1922)
- Four Hymns for Tenor, Viola and Strings (4 Hinos para Tenor, Viola e cordas)
- Merciless Beauty para tenor, dois violinos, e violoncelo
- Four Last Songs para poemas de Ursula Vaughan Williams
- Ten Blake songs, canção cíclica para alta voz e oboe (1957)

### Câmara e Instrumental
- Quinteto de cordas em Do menor para violino, viola, violoncelo, e baixo duplo e piano (1903)
- Quarteto de Cordas N.º 1 em Sol menor (1908)
- Phantasy Quintet para 2 violinos, 2 violas e violoncelo (1912)
- Six Studies in English Folk-Song, para violoncelo e piano (1926)
- Three Preludes on Welsh Hymn Tunes, para órgão (1956)
- Quarteto de cordas  N.º 2 em La menor ("Para Jean, em seu aniversário," 1942-44)
- Romance para Viola e Piano (sem data)

### Órgão
- Three Preludes on Welsh Hymntunes (Bryn Calfaria, Rhosymedre, Hyfrydol) (1920)
- A Wedding Tune for Ann (1943)
- Two Organ Preludes (The White Rock, St. David's Day) (1956)
- The Old Hundredth Psalm-Tune (?)

### Filme, rádio e televisão
- 49th Parallel, 1940, Sua primeira fala no rádio por Muir Mathieson
- Coastal Command, 1942
- BBC adaptation of The Pilgrim's Progress, 1942
- The People's Land, 1943
- The Story of a Flemish Farm, 1943
- Stricken Peninsula, 1945
- The Loves of Joanna Godden, 1946
- Scott of the Antarctic, 1948, parcialmente usada para sua Sinfonia N.º 7 Sinfonia Antartica
- Master and Commander (utilização) da Fantasia sobre um tema de Thomas Tallis

### Banda
- English Folk Song Suite para banda militar (1923)
- Toccata Marziale para banda militar  (1924)
- Flourish for Wind Band (1939)
- Sea Songs
- Overture: Henry V para banda de sopro de metal
- Variations para banda de sopro de metal (1957)